# Merir
Merir è un'isola delle Palau, nell'Oceano Pacifico, nello Stato di Sonsorol. L'isola costituisce amministrativamente l'omonima municipalità.

## Geografia
Merir è un'isola dalla forma allungata. È lunga 2,2 km da nord a sud, per 600 m di larghezza. Il villaggio di Melieli, dove si trova una stazione radio, si trova sulla costa nord-occidentale. L'isola è circondata da una barriera corallina, che si estende dai 1.100 m circa in off-shore, nel lato sud, ai 160 m nel lato nord.